# 2 Chainz
2 Chainz, właściwie Tauheed Epps (ur. 12 września 1977 w Atlancie) – amerykański raper pochodzący z College Park, w stanie Georgia. Od 1997 związany z duetem Playaz Circle, którego tworzy z Dolla Boy.

## Życiorys
Epps urodził się 12 września 1977 roku w Atlancie, w stanie Georgia. W dzieciństwie miał przezwisko "Tity Boi", nadane mu przez jego matkę. Jest jedynakiem. Jako nastolatek grał w koszykówkę na uniwersytecie Alabama State University, następnie po transferze w Albany State University.
W 1997 roku wspólnie z przyjacielem Dolla Boy utworzył duet Playaz Circle. Wyraz Playaz jest skrótem od słów Preparing Legal Assets for Years from A to Z. Formacja powstała w mieście College Park, w stanie Georgia. Po wydaniu niezależnego albumu United We Stand, United We Fall w 2002 roku, do współpracy przystąpił Ludacris. W tym czasie raper wspólnie z duetem zaczął nagrywać pojedyncze utwory, niektóre z nich wykorzystywał w stacji radiowej w której pracował. Rozwój duetu w pewnym momencie utknął w miejscu, ponieważ Dolla Boy został umieszczony w zakładzie karnym. W tym czasie Ludacris był jednym z najlepiej sprzedających się artystów na południu Stanów Zjednoczonych. Raper zaproponował Eppsowi kontrakt muzyczny. 2 Chainz wyraził zgodę, wystąpiły jednak problemy, bo wytwórnia Def Jam nie chciała wydawać utworów nieznanych wykonawców. Duet postanowił wydać kilka mixtape'ów w celu autopromocji.
Ich debiutancki album zatytułowany Supply & Demand został wydany jesienią 2007 roku nakładem dwóch wytwórni: Disturbing tha Peace i Def Jam. Singiel "Duffle Bag Boy" okazał się sukcesem. Pomimo tego, sprzedaż płyty wyniosła ponad 26.000 egzemplarzy w pierwszym tygodniu. Natomiast w drugim tygodniu sprzedaż osiągnęła nieco powyżej 11.000. We wrześniu 2009 roku został wydany drugi album duetu pt. Flight 360: The Takeoff. Do grudnia 2009 roku osiągnięto jedynie 31.000 sprzedanych nośników. W późniejszym czasie raper opuścił wytwórnię Disturbing tha Peace. Decyzję te podjął, ponieważ chciał rozwijać karierę. Z początku Ludacris nie był z tego zadowolony, ponieważ był pewien, że w przyszłości dzięki 2 Chainz osiągnie sukces finansowy, ale ostatecznie zaakceptował decyzję.
Na początku 2011 roku Epps postanowił zmienić swój pseudonim z Tity Boi na obecny. Po zmianie postanowił wydać mixtape pt. T.R.U. Realigion, który osiągnął 58. miejsce notowania Top R&B/Hip-Hop Albums. W tym roku wystąpił także u wielu artystów między innymi u Kanye Westa w piosence "Mercy". Obok wystąpili także Big Sean i Pusha T. Udzielał się gościnnie także u Lloyda, Ricka Rossa, Gucci Mane'a, Lil Wayne'a, B.o.B, Young Jeeziego czy u Meek Milla.
14 sierpnia 2012 roku został wydany pierwszy studyjny album pt. Based on a T.R.U. Story, który ukazał się nakładem wytwórni Def Jam Recordings i GOOD Music. Podstawowa wersja płyty zawiera 13 utworów, a do rozszerzonej zostały dodane 4. 8 maja 2012 r. został wydany pierwszy singiel pt. "No Lie" z udziałem Drake'a. 30 maja tego roku piosenkarka Ciara oświadczyła, że Chainz znalazł się w piosence "Sweat", która będzie singlem z jej płyty One Woman Army. 24 lipca bieżącego roku ukazał się drugi singiel rapera pt. "Birthday Song", w którym wystąpił Kanye West. Płyta zadebiutowała na 1. miejscu notowania Billboard 200 ze sprzedażą 147.000 egzemplarzy. W 2018 roku gościnnie pojawił się na singlu Christiny Aguilery "Accelerate".

## Dyskografia
- Based on a T.R.U. Story (2012)
- B.O.A.T.S. II: Me Time (2013)
- ColleGrove (2016)
- Pretty Girls Like Trap Music (2017)